# Кондон, Билл
Уильям (Билл) Кондон (англ. William «Bill» Condon; род. 22 октября 1955, Нью-Йорк, США) — американский кинорежиссёр, сценарист и продюсер, лауреат премии «Оскар» (1999) за лучший адаптированный сценарий к фильму «Боги и монстры».

## Биография
Билл Кондон начал свою карьеру сценариста как писатель сценариев для низкобюджетных фильмов, таких, как «Странное поведение» (1981) и «Странные пришельцы» (1983). Его режиссёрским дебютом была картина «Сестра, сестра» (1987), готическая мистерия, в которой играли Эрик Штольц и Дженнифер Джейсон Ли.
После этого Кондон снял несколько триллеров для ТВ, включая «Убийство N 101» (1990), в котором играл Пирс Броснан. В этот период он также написал сценарий для триллера «F/X2» (1991), который режиссировал Ричард Франклин.
После съёмок фильма «Кэндимен: Прощание с плотью» (1995), ставшего подражанием фильму ужасов Бернарда Роуза, Билл Кондон становится известным. Ещё большую известность он заработал своим следующим фильмом «Боги и монстры», который он не только режиссировал, но и написал для него сценарий. Сценарий этого фильма основывался на повести, которую написал Кристофер Брам. За эту картину он получил академический приз «За лучшую экранизацию». Он также номинировался на этот приз за картину, получившую в 2002 году премию «Оскар» — «Чикаго» — экранизацию мюзикла «Чикаго». В 2004 году он написал сценарий и снял фильм «Кинси», документальное повествование о жизни и работе противоречивой личности — одного из первых исследователей человеческой сексуальности Альфреда Кинси. Фильм снимался 35 дней и охватил период 15-летних исследований Кинси.
В 2005 году его деятельность была удостоена Приза имени Стивена Ф.Колзака от организации GLAAD. Этот приз «присуждается лесбиянкам, геям, бисексуалам и трансгендерам в медиа-индустрии за выдающийся вклад в борьбе с гомофобией».
В 2005 Билл Кондон анонсировал планы написать сценарий и снять фильм, который бы стал экранизацией известного бродвейского мюзикла «Dreamgirls», описывающего карьеру музыкальной группы The Supremes. Это стало его второй экранизацией мюзикла. Фильм «Девушки мечты», участие в котором приняли Джейми Фокс, Эдди Мёрфи, Дженнифер Хадсон, Аника Нони Роуз и Дэнни Гловер вышел в прокат в декабре 2006 года. Картина имела успех у критиков и зрителей, и была удостоена двух «Оскаров», «Грэмми», двух премий Гильдии киноактёров и трёх «Золотых глобусов», в том числе и как «Лучший фильм года». Сам Кондон разделил с Клинтом Иствудом премию «Спутник» в категории «Лучший режиссёр».
В 2009—2010 годах Кондон работает над телепроектами — он выступает в качестве сценариста 81-й церемонии вручения премии «Оскар» и режиссирует пилотный эпизод сериала «Эта страшная буква „Р“».
После этого режиссёр получает приглашение поставить финальные фильмы «Сумеречной саги», первый из которых вышел в 2011, а второй — в 2012 году.

### Личная жизнь
Билл Кондон — открытый гей.

## Фильмография

### Кинематограф
| Год  | Фильм                            | Режиссёр | Сценарист | Продюсер        | Примечания          |
| ---- | -------------------------------- | -------- | --------- | --------------- | ------------------- |
| 1981 | Мёртвые дети                     |          | Да        | Ассоциированный | Роль: Брайан Морган |
| 1983 | Странные захватчики              |          | Да        |                 | Роль: Информатор    |
| 1987 | Сестра, сестра                   | Да       | Да        |                 | Роль: Священник     |
| 1991 | Иллюзия убийства 2               |          | Да        |                 |                     |
| 1995 | Кэндимэн 2: Прощание с плотью    | Да       |           |                 |                     |
| 1998 | Боги и монстры                   | Да       | Да        |                 |                     |
| 2002 | Чикаго                           |          | Да        |                 |                     |
| 2003 | Дьявол и Дэниэл Уэбстер          |          | Да        |                 |                     |
| 2004 | Кинси                            | Да       | Да        |                 |                     |
| 2006 | Девушки мечты                    | Да       | Да        |                 |                     |
| 2011 | Создавая оркестрантов            |          |           | Исполнительный  | Документальный      |
| 2011 | Сумерки. Сага: Рассвет — Часть 1 | Да       |           |                 |                     |
| 2012 | Сумерки. Сага: Рассвет — Часть 2 | Да       |           |                 |                     |
| 2013 | Пятая власть                     | Да       |           |                 |                     |
| 2015 | Мистер Холмс                     | Да       |           |                 |                     |
| 2017 | Красавица и чудовище             | Да       |           |                 |                     |
| 2017 | Величайший шоумен                |          | Да        |                 |                     |
| 2019 | Хороший лжец                     | Да       |           | Да              |                     |
| 2021 | Гости издалека                   |          |           | Да              |                     |
| TBA  | Рождественский гимн              | Да       | Да        |                 |                     |
| TBA  | Ричард Прайор: Я что-то сказал?  |          | Да        |                 |                     |

### Телевидение
| Год  | Название                               | Режиссёр | Сценарист | Продюсер         | Примечания            |
| ---- | -------------------------------------- | -------- | --------- | ---------------- | --------------------- |
| 1991 | Азы убийства                           | Да       | Да        |                  | Телефильмы            |
| 1991 | Белая ложь                             | Да       |           |                  | Телефильмы            |
| 1991 | Смерть в воде                          | Да       |           |                  | Телефильмы            |
| 1993 | Смертельные отношения                  | Да       |           |                  | Телефильмы            |
| 1995 | Человек, который отказывался умирать   | Да       |           | Соисполнительный | Телефильмы            |
| 2000 | Другие                                 | Да       |           |                  | Эпизод: «1112»        |
| 2009 | 81-я церемония вручения премии «Оскар» |          | Да        | Да               | Церемония награждения |
| 2010 | Эта страшная буква «Р»                 | Да       |           | Исполнительный   | Эпизод: «Пилот»       |
| 2011 | Тильда                                 | Да       | Да        | Исполнительный   | Телефильм             |

### Режиссёр музыкального видео
- 2009 — Fly with Me для группы The Jonas Brothers